# HNRPH1
HNRPH1‏ (Heterogeneous nuclear ribonucleoprotein H) هوَ بروتين يُشَفر بواسطة جين HNRPH1 في الإنسان.